# 1994年ドイツグランプリ
1994年ドイツグランプリ(1994 German Grand Prix)は1994年のF1世界選手権第9戦として7月31日にホッケンハイムリンクで開催された。

## 概要
国際自動車連盟 (FIA) の安全強化策として、マシンに「スキッドブロック」を装着することが義務化された。床下に薄い木板を貼り付けることで車高を上げさせ、ダウンフォース発生量を減らすことでコーナリング速度を落とすという狙いがあった。
前戦イギリスGPでの黒旗無視を理由に、ベネトンのミハエル・シューマッハは同レースの失格並びに2戦出場停止のペナルティを受けた。出場停止のペナルティに対しベネトンチームが抗議したため処分は保留され、シューマッハはこのレースへの出走が許可された。なお、シューマッハはベルギーGP後に2戦の出場停止処分を受けた。

## 予選
フェラーリのゲルハルト・ベルガーが個人としては1991年の日本GP以来となるポールポジションを獲得。2位にもチームメイトのジャン・アレジがつけ、フェラーリが1990年のポルトガルGP以来となるフロントロー独占を果たした。
3位にデイモン・ヒル、4位にはシューマッハがつけた。また、ティレルの片山右京が当時の日本人の予選最高位となる5位を獲得した。

### 予選結果
| 順位     | No | ドライバー                       | チーム                 | 1回目      | 2回目    |
| -------- | -- | -------------------------------- | ---------------------- | ---------- | -------- |
| 1        | 28 | ゲルハルト・ベルガー             | フェラーリ             | 1'44.616   | 1'43.582 |
| 2        | 27 | ジャン・アレジ                   | フェラーリ             | 1'45.272   | 1'44.012 |
| 3        | 0  | デイモン・ヒル                   | ウィリアムズ・ルノー   | 1'44.026   | 1'44.131 |
| 4        | 5  | ミハエル・シューマッハ           | ベネトン・フォード     | 1'44.875   | 1'44.268 |
| 5        | 3  | 片山右京                         | ティレル・ヤマハ       | 1'46.534   | 1'44.718 |
| 6        | 2  | デビッド・クルサード             | ウィリアムズ・ルノー   | 1'45.477   | 1'45.146 |
| 7        | 4  | マーク・ブランデル               | ティレル・ヤマハ       | 1'45.814   | 1'45.474 |
| 8        | 7  | ミカ・ハッキネン                 | マクラーレン・プジョー | 1'45.487   | 1'45.878 |
| 9        | 30 | ハインツ＝ハラルド・フレンツェン | ザウバー・メルセデス   | 1'46.488   | 1'45.893 |
| 10       | 15 | エディ・アーバイン               | ジョーダン・ハート     | 1'45.911   | 1'45.942 |
| 11       | 14 | ルーベンス・バリチェロ           | ジョーダン・ハート     | 1'45.962   | 1'45.939 |
| 12       | 26 | オリビエ・パニス                 | リジェ・ルノー         | 1'47.925   | 1'46.165 |
| 13       | 8  | マーティン・ブランドル           | マクラーレン・プジョー | 1'46.644   | 1'46.218 |
| 14       | 25 | エリック・ベルナール             | リジェ・ルノー         | 1'47.531   | 1'46.290 |
| 15       | 12 | ジョニー・ハーバート             | ロータス・無限ホンダ   | 1'48.621   | 1'46.630 |
| 16       | 10 | ジャンニ・モルビデリ             | フットワーク・フォード | 1'47.814   | 1'46.817 |
| 17       | 9  | クリスチャン・フィッティパルディ | フットワーク・フォード | 1'47.150   | 1'47.102 |
| 18       | 29 | アンドレア・デ・チェザリス       | ザウバー・メルセデス   | 1'47.745   | 1'47.235 |
| 19       | 6  | ヨス・フェルスタッペン           | ベネトン・フォード     | 40'34.495' | 1'47.316 |
| 20       | 23 | ピエルルイジ・マルティニ         | ミナルディ・フォード   | 1'47.831   | 1'47.402 |
| 21       | 11 | アレッサンドロ・ザナルディ       | ロータス・無限ホンダ   | 1'47.678   | 1'47.425 |
| 22       | 20 | エリック・コマス                 | ラルース・フォード     | 1'48.770   | 1'48.229 |
| 23       | 24 | ミケーレ・アルボレート           | ミナルディ・フォード   | 1'48.402   | 1'48.295 |
| 24       | 19 | オリビエ・ベレッタ               | ラルース・フォード     | 1'48.681   | 1'48.875 |
| 25       | 31 | デビッド・ブラバム               | シムテック・フォード   | 1'50.685   | 1'48.870 |
| 26       | 32 | ジャン＝マルク・グーノン         | シムテック・フォード   | 1'50.361   | 1'49.204 |
| 予選落ち | 33 | ポール・ベルモンド               | パシフィック・イルモア | 1'51.916   | 1'51.122 |
| 予選落ち | 34 | ベルトラン・ガショー             | パシフィック・イルモア | 1'52.839   | 1'51.292 |

- 予選結果は AUTOCOURSE 1994-95[1]より。

## 決勝
スタート時にベルガー、アレジのフェラーリ・コンビが先行するが、隊列後方でザウバー、ロータス、ミナルディらのマシンが絡むマルチクラッシュが発生。さらに1コーナーではデビッド・クルサードと接触したミカ・ハッキネンがコントロールを失ってコースを横切り、それを避けようとしたマーク・ブランデルがスピン。あおりを受けてハインツ＝ハラルド・フレンツェンとジョーダンの2台がコースを飛び出した。これにより10台ものマシンがリタイアに追い込まれる事態となるが、レースは続行となる。この1コーナーの多重接触の原因を作ったとして、ハッキネンが1戦の出場停止処分を受けた。
1コーナーを曲がった後、2位アレジのマシンにも電気系トラブルが発生し、リタイアとなった。ヒルとクルサードのウィリアムズ勢はオープニングラップ中に接触などでフロントウィングを傷つけ、ピットで交換する間に周回遅れに転落した。
片山は好スタートを決めて一瞬2位にジャンプアップ。次のクラークカーブでシューマッハには抜かれるも、ヒルのアタックを阻止して3位を走行した。しかし、7周目にスロットルのトラブルによりマシンを降りた。
15周目にベネトンのヨス・フェルスタッペンがピットストップして給油を行った際、給油口につないだ燃料ホースからガソリンが噴出。フェルスタッペン自身とマシンに降り注いだ直後に高温のエキゾーストパイプに触れて引火し、マシンは猛烈な炎に包まれた。迅速な消火活動の結果、フェルスタッペンやピットクルーが軽い火傷を負ったものの、幸いに大きな怪我はなかった。この年レース中の再給油が認められてから初めて起きた火災事故だったが、後にベネトンチームが給油速度を上げるために燃料ホースのフィルターを取り外す改造をしていたことが原因であることが判明した。
2位のシューマッハは母国初優勝に向けてトップのベルガーを猛追していたが、21周目にエンジントラブルによりガレージに戻ってリタイアした。
優勝候補が続々と脱落していく荒れた展開の中、ベルガーは安定した走りで一度もトップを譲ることもなく優勝。フェラーリに1990年スペイングランプリのアラン・プロスト以来4年（59レース）ぶりの優勝をもたらした。2位にはリジェのオリビエ・パニス、3位にチームメイトのエリック・ベルナールが入り、リジェは2台とも表彰台圏内でゴールした。4位と5位にはフットワークのクリスチャン・フィッティパルディとジャンニ・モルビデリ、6位にラルースのエリック・コマス。完走は8台というサバイバルレースとなった。

### 決勝結果
| 順位 | No | ドライバー                       | チーム                 | 周回 | タイム/リタイア | グリッド | ポイント |
| ---- | -- | -------------------------------- | ---------------------- | ---- | --------------- | -------- | -------- |
| 1    | 28 | ゲルハルト・ベルガー             | フェラーリ             | 45   | 1:22'37.272     | 1        | 10       |
| 2    | 26 | オリビエ・パニス                 | リジェ・ルノー         | 45   | +54.779         | 12       | 6        |
| 3    | 25 | エリック・ベルナール             | リジェ・ルノー         | 45   | +1'05.042       | 14       | 4        |
| 4    | 9  | クリスチャン・フィッティパルディ | フットワーク・フォード | 45   | +1'21.609       | 17       | 3        |
| 5    | 10 | ジャンニ・モルビデリ             | フットワーク・フォード | 45   | +1'30.544       | 16       | 2        |
| 6    | 20 | エリック・コマス                 | ラルース・フォード     | 45   | +1'45.445       | 22       | 1        |
| 7    | 19 | オリビエ・ベレッタ               | ラルース・フォード     | 44   | +1 Lap          | 24       |          |
| 8    | 0  | デイモン・ヒル                   | ウィリアムズ・ルノー   | 44   | +1 Lap          | 3        |          |
| Ret  | 32 | ジャン＝マルク・グーノン         | シムテック・フォード   | 39   | エンジン        | 26       |          |
| Ret  | 31 | デビッド・ブラバム               | シムテック・フォード   | 37   | クラッチ        | 25       |          |
| Ret  | 5  | ミハエル・シューマッハ           | ベネトン・フォード     | 20   | エンジン        | 4        |          |
| Ret  | 8  | マーティン・ブランドル           | マクラーレン・プジョー | 19   | エンジン        | 13       |          |
| Ret  | 2  | デビッド・クルサード             | ウィリアムズ・ルノー   | 17   | 電気系          | 6        |          |
| Ret  | 6  | ヨス・フェルスタッペン           | ベネトン・フォード     | 15   | 火災            | 19       |          |
| Ret  | 3  | 片山右京                         | ティレル・ヤマハ       | 6    | スロットル      | 5        |          |
| Ret  | 27 | ジャン・アレジ                   | フェラーリ             | 0    | 電気系          | 2        |          |
| Ret  | 4  | マーク・ブランデル               | ティレル・ヤマハ       | 0    | アクシデント    | 7        |          |
| Ret  | 7  | ミカ・ハッキネン                 | マクラーレン・プジョー | 0    | アクシデント    | 8        |          |
| Ret  | 30 | ハインツ＝ハラルド・フレンツェン | ザウバー・メルセデス   | 0    | アクシデント    | 9        |          |
| Ret  | 15 | エディ・アーバイン               | ジョーダン・ハート     | 0    | アクシデント    | 10       |          |
| Ret  | 14 | ルーベンス・バリチェロ           | ジョーダン・ハート     | 0    | アクシデント    | 11       |          |
| Ret  | 12 | ジョニー・ハーバート             | ロータス・無限ホンダ   | 0    | アクシデント    | 15       |          |
| Ret  | 29 | アンドレア・デ・チェザリス       | ザウバー・メルセデス   | 0    | アクシデント    | 18       |          |
| Ret  | 23 | ピエルルイジ・マルティニ         | ミナルディ・フォード   | 0    | アクシデント    | 20       |          |
| Ret  | 11 | アレッサンドロ・ザナルディ       | ロータス・無限ホンダ   | 0    | アクシデント    | 21       |          |
| Ret  | 24 | ミケーレ・アルボレート           | ミナルディ・フォード   | 0    | アクシデント    | 23       |          |